# فرنسيسكو مارتين بينسون
فرنسيسكو مارتين بينسون(Francisco Martín Pinzón)( بالوس دي لا فرونتيرا، ولبة، 1445م-1502م) 
هو بحار، ومسكتشف إسباني، ومشارك في استكشاف أمريكا.
هو من أخوات بينسون المشاركين في استكشاف أمريكا مع كريستوفر كولومبوس. وُلِد في بالوس دي لا فرونتيرا عام1445م. وهو الثاني من أخوته بعد مارتين ألونسو.

## مشاركته في رحلة الاكتشاف
كان القائد في سفينة بينتا عند استكشاف أمريكا. ربما إنه لم يشارك في القرض الذي طلبه الإخوة بينسون من كولومبوس لإستئجار هذه السفن - مقابل نصف مليون مرابطي(عملة إسبانية قديمة)-لإنه اقتصادياً لم يكن جيداً كغيره من أخوته. لكنه كان بحاراً ذو خبرة، وساهم بكل جهدهِ ومعرفته لنجاح مسيرة كولومبوس، وإيجاد الطريق نحو الأمريكتين.

## حملات أخرى
صاحب أخيه في عدة حملات إلى إيطاليا، وأفريقيا في خدمة البلاط الملكي. في نوفمبر 1493م لعب دوراً في الحملة على شاطئ الجزائر إلى جانب خوان دي سيبيا، ورودريجو دي كاكسو، وفيرناندو كينتارو. وفي 1496م حصل على نقود ومراكب لجيوش إسبانية التي حاربت في نابولي. يبدو أن ذكرى أخوات بينسون منساه في استكشاف أمريكا.
على الرغم من أنه عام 1498م شارك في الرحلة الثالثة لكولومبوس، حيث وصل لأول مرة إلى قارة أمريكا. يُقال أن سبب عدم ذكر اسمه واسم إخوته كان بسبب قرار اتخذه البلاط الملكي عام 1498م لإنهاء أن يكون المكتشف المحتكر هو كولومبوس، وأن تسمح للبحارة الأخرين بالاكتشاف؛ لذلك فكر بيسنتا ياينيز بينسون في الذهاب والاستكشاف بنفسه، ولذلك كان بحاجة أيضاً إلى معلومة مباشرة حول ملاحة الأميرال.

## أواخر أيامه ومعلوماته
قال رودريجو ألبارس -رفيقه في العديد من الحملات -عندما أعلن عام 1514م بسبب نزاعات كولومبوس أن "فرنسيسكو مارتين قد توفى". وفقاً لوثيقته عام 1502م "نزل فرنسيسكو مع الأميرال كولومبوس إلى سفينته، والتي لم يذهب معه رودريجو في هذه الرحلة لكونه مريضاً في الرأس الأخضر، وإن في هذه الرحلة توفى فرنسيسكو غرقا.
تعتبر حياته الخاصة والعائلية غامضة؛ لأن هناك العديد من أقاربه باتوا يحملوا نفس اسمه، مما يتسبب في خلط بين الباحثين. على الرغم من أن هذا الغموض يسمح له أن يكون الأفضل لعلماء الأنساب؛ لأنهم عندما بحثوا بين البحارة المشهورين، لم يجدوا مثله في هذه الأرض. كما من المحتمل أنه تزوج من خوانا مارتين، وأنجب منها ابنة.